# An Essay Towards Facilitating Instruction in the Anglo-Saxon and Modern Dialects of the English Language
An Essay Towards Facilitating Instruction in the Anglo-Saxon and Modern Dialects of the English Language (in italiano Un tentativo per facilitare l'insegnamento dei dialetti anglosassone e moderno della lingua inglese) è un saggio scritto da Thomas Jefferson nel 1796.

## Genesi
Il XVIII secolo fu un periodo di crescente interesse per le lingue e la loro storia. Jefferson, illuminista e poliglotta, condivideva questo interesse e vedeva l'anglosassone come una chiave per comprendere il proprio idioma. Il saggio fu scritto da Jefferson per l'Università della Virginia, da lui stesso fondata. Probabilmente intendeva promuovere lo studio dell'anglosassone come parte integrante del curriculum universitario.

## Contenuto
Si tratta di una guida completa per imparare l'inglese, che si concentra sia sul dialetto anglosassone che su quello moderno. Jefferson fornisce ai lettori un'analisi dettagliata della lingua inglese, inclusa grammatica, sintassi e pronuncia. Include anche una serie di esercizi ed esempi per aiutare i lettori a esercitarsi e migliorare le loro capacità linguistiche.

## Scopo
Il saggio sostiene l'importanza di studiare l'inglese antico (anglosassone) per comprendere appieno la lingua inglese moderna. Jefferson sostiene che l'importanza dell'anglosassone per la comprensione dell'inglese moderno sia stata sottostimata. Afferma che l'anglosassone era una lingua a sé stante, con una grammatica e una struttura proprie, che costituisce la base dell'inglese odierno. La presenza romana in Britannia non ha avuto un impatto significativo sull'anglosassone. Sostiene che i Romani non si siano mai veramente integrati con le popolazioni locali e che la loro lingua non abbia avuto modo di diffondersi ampiamente. Imparare l'anglosassone, afferma Jefferson, aiuta a comprendere meglio la grammatica, il vocabolario e l'evoluzione storica dell'inglese moderno. Questo studio faciliterebbe l'apprendimento della lingua e ne consentirebbe una padronanza più profonda.

## Conseguenze
Sebbene le teorie linguistiche si siano evolute nel corso dei secoli, il saggio di Jefferson rimane un documento interessante che sottolinea l'importanza della storia linguistica per comprendere una lingua moderna.

## Edizioni
- (EN) Thomas Jefferson, An Essay Towards Facilitating Instruction In The Anglo-saxon And Modern Dialects Of The English Language, Nabu Press,  p. 52, ISBN 1247087433.
- (EN) Thomas Jefferson, An Essay Towards Facilitating Instruction In The Anglo-saxon And Modern Dialects Of The English Language, Kessinger Publishing, 2008,  p. 48, ISBN 978-1436772235.